# تاريخ القدس

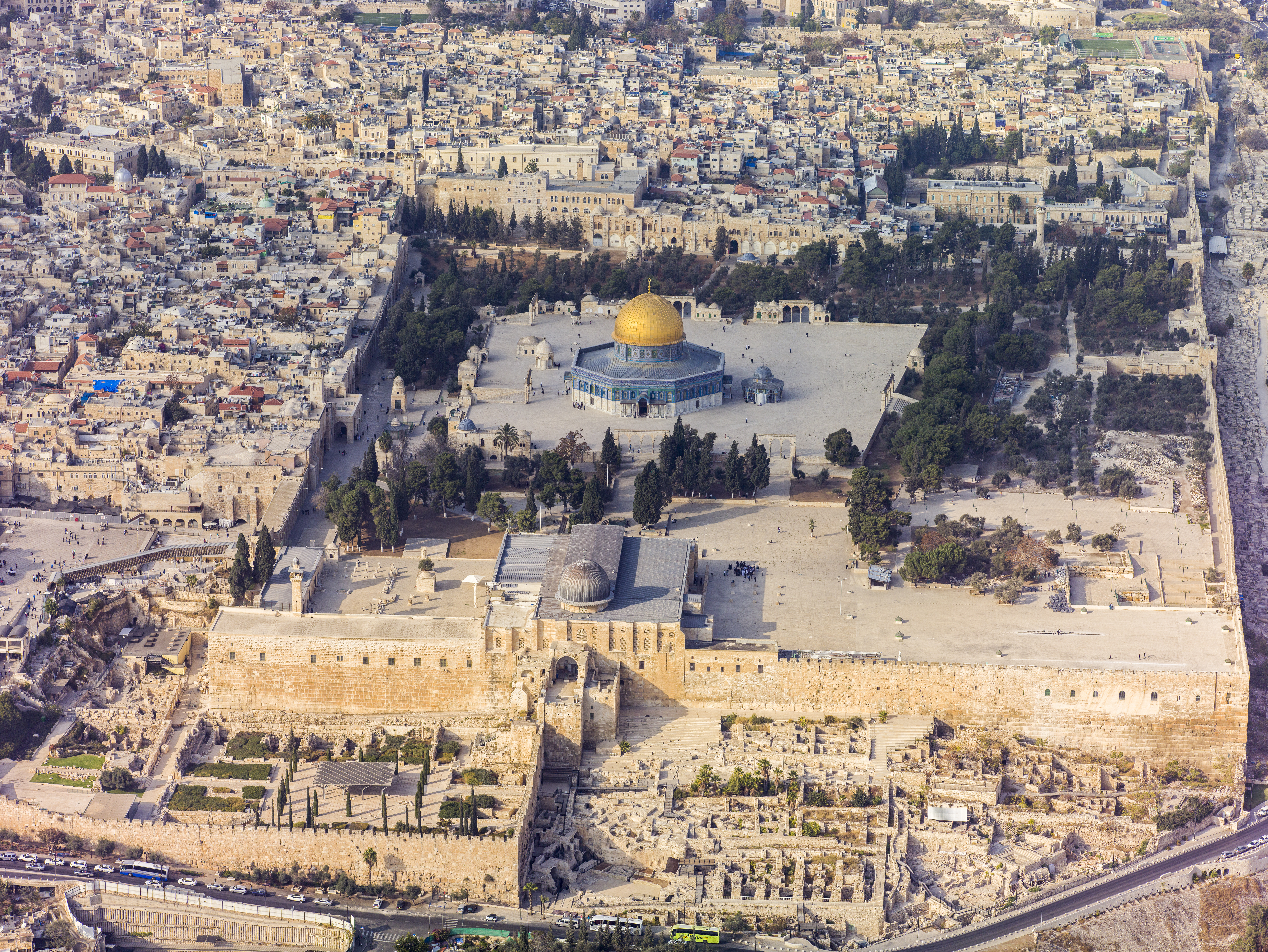

خلال تاريخها الطويل، هوجمت القدس 52 مرة، واحتُلّت وأُعيد احتلالها 44 مرة، وحوصرت 23 مرة، ودُمرت مرتين. استوطن البشر الجزء الأقدم من المدينة في الألفية الرابعة قبل الحقبة العامة، لتصبح القدس إحدى أقدم المدن في العالم.
بمعرفة الموقع المركزي للمدينة في كل من الصهيونية والقومية الفلسطينية، عادة ما تتأثر الانتقائية المطلوبة لتلخيص أكثر من 5,000 عام من التاريخ المأهول بالانحياز الإيديولوجي أو الخلفية (انظر التأريخ والقومية). على سبيل المثال، تتمتع الفترات اليهودية للمدينة بأهمية للصهاينة، الذين يذكر خطابهم أن اليهود الجدد نشؤوا وانحدروا من بني إسرائيل، بينما تتمتع الفترات الإسلامية للمدينة بأهمية للقوميين الفلسطينيين، الذين يقترح خطابهم أن الفلسطينيين الجدد ينحدرون من كافة الشعوب المختلفة التي عاشت في المنطقة. ونتيجة لذلك، يدّعي كلا الطرفين أن تاريخ المدينة قد تسيّس بواسطة الطرف الآخر من أجل تقوية الادعاءات المرتبطة بالمدينة، وأن هذا يُنقل باختلاف تركيز الاهتمام الذي يتناوله الكتّاب المختلفون بخصوص الأحداث والفترات المتنوعة من تاريخ المدينة.

## الحقبة القديمة

### الحقبة الكنعانية الأولية
يشير الدليل الأثري إلى أن أول مستوطنة قد أُقيمت بالقرب من نبع أم الدرج بين 4500–3500 قبل الحقبة العامة. كانت أول إشارة معروفة للمدينة في عام 2000 قبل الحقبة العامة في المملكة المصرية الوسطى في نصوص اللعنة والتي ذُكرت فيها المدينة باسم روساليموم Rusalimum. يُعتقد أن الأساس س-ل-م في الاسم يشير إلى «السلام» (مقارنة بكلمة سلام أو شالوم في العربية الحديثة أو العبرية) أو شالم، إله الغسق في الدين الكنعاني.

### الكنعانية وفترة مملكة مصر الحديثة
يشير الدليل الأثري إلى أنه بحلول القرن السابع عشر قبل الحقبة العامة، بنى الكنعانيون جدران ضخمة (جلاميد بوزن 4 و 5 طن، وبارتفاع 26 قدمًا) على الجانب الشرقي من القدس لحماية نظامهم المائي القديم.
بحلول عام 1550–1400 قبل الحقبة العامة، أصبحت القدس تابعة لمصر بعد توحيد المملكة المصرية الحديثة وامتدادها إلى المشرق تحت حكم أحمس الأول وتحتمس الأول. تحتوي خطابات تل العمارنة على مراسلات من عبدي هيبا، زعيم أورسالم ووليّه أمنحتب الثالث.
بدأت سلطة المصريين في المنطقة تنحسر في القرن الثاني عشر قبل الحقبة العامة، خلال انهيار العصر البرونزي. أشارت معركة دجاهي (دجاهي هو الاسم المصري لكنعان) في عام 1178 قبل الحقبة العامة بين رمسيس الثالث وشعوب البحر إلى بداية هذا الانحسار. منحت الخسارة التدريجية للسلطة المركزية صعودًا للممالك المستقلة في المنطقة. طبقًا للإنجيل، عُرفت القدس خلال تلك الفترة باليبوس وعُرف سكانها من الكنعانيين المستقلين في هذا الوقت باليبوسيين.

## الانتداب البريطاني
في سنة 1917، أصبحت فلسطين تحت الحكم البريطاني، وتم اختيار مدينة القدس لتكون عاصمة لفلسطين ومركزًا إداريًا. بدأت بريطانيا خلال هذه الفترة بتنفيذ "وعد بلفور"، وهو وعد أعطته لليهود لتأسيس وطن قومي لهم في فلسطين، وركزت على تمهيد الطريق لسيطرة اليهود على البلاد، خاصة في القدس. 
في فترة الانتداب البريطاني، بدأ الكثير من اليهود المهاجرين بالوصول إلى فلسطين، وخاصة إلى مدينة القدس. ومع زيادة عدد السكان، أصبحت المدينة القديمة داخل السور مكتظة، فبدأت تتوسع خارج السور، وسُمّيت هذه المناطق الجديدة بـ"القدس الجديدة". في سنة 1948، كانت مساحة القدس كلها حوالي 21.1 كيلومتر مربع، منها 2.4 كيلومتر فقط كانت مناطق عربية، بينما احتل اليهود 17.7 كيلومتر، وكانت هناك منطقة واحدة تحت سيطرة الأمم المتحدة بمساحة 1 كيلومتر مربع. 
بعد حرب 1948، أصبحت القدس العربية تابعة للأردن وتعتبر عاصمتها الروحية، بينما جعل اليهود القدس الجديدة عاصمة لهم. وفي عام 1967، احتلت إسرائيل القدس العربية وضمّتها إلى القدس التي تسيطر عليها، واعتبرت المدينة موحّدة، رغم أن هذا مخالف للقانون الدولي. 
بعد ذلك، بدأت إسرائيل بوضع خطط لتوسيع المدينة فيما يعرف بـ"القدس الكبرى"، والهدف من ذلك هو جعل المدينة يهودية أكثر، وأخذ أراضٍ من الضفة الغربية لبناء بيوت جديدة لليهود. 